# 奥罗塞湾-真纳尔真图山国家公园
奥罗塞湾-真纳尔真图山国家公园（義大利語：Parco nazionale del Golfo di Orosei e del Gennargentu）是義大利的一個國家公園，位於撒丁島東海岸。真圖國家公園是許多野生動物的樂園，包括撒丁島野貓、歐洲盘羊，地中海僧海豹、貂、黃鼠狼、睡鼠、撒丁島狐狸、兀鷲、白腹鷹、遊隼等動物。撒丁島上的最高峰也位於該國家公園。在行政區劃上，奥罗塞湾-真纳尔真图山国家公园屬於努奧羅省和奧里亞斯特拉省。